# Потынг, Татьяна Марьяновна
Татьяна Марьяновна Потынг (род. 4 февраля 1971 г.) — молдавский государственный деятель, заместитель премьер-министра с 31 мая 2013 по 18 февраля 2015 года.

## Ранние годы и образование
Потынг родилась 4 февраля 1971 года в селе Хиждиени Глодянского района. В 1993 году получила степень бакалавра филологии Бельцкого государственного университета. В 2007 году окончила Институт филологии Академии наук, защитила кандидатскую диссертацию.

## Карьера
Потынг начала свою учительскую карьеру в 1993 году. Затем она работала в Бельцком государственном университете с 1998 по 2009 год. В 2009 году она была назначена вице-министром образования. 31 мая 2013 года она была назначена заместителем премьер-министра по социальным вопросам в кабинете премьер-министра Юрия Лянкэ. Срок ее полномочий истёк 18 февраля 2015 года. Член Румынской народной партии.